# Mauro Parmeggiani
Mauro Parmeggiani (* 5. července 1961, Reggio Emilia) je italský římskokatolický duchovní, biskup Tivoli a Palestriny.

## Život
Narodil se 5. července 1961 v Reggio Emilia.
Vstoupil do kněžského semináře a po teologickém studiu byl 18. října 1985 biskupem Gilbertem Baroni vysvěcen na kněze. Stal se diecézním asistentem Katolické akce v sekci pro mládež a osobním sekretářem biskupa Camilla Ruini. Roku 1996 odešel do Říma, kde byl 25. listopadu inkardinován do diecéze Řím.
Byl členem komise pro přípravu Svatého roku 2000 a Světového dne mládeže. Dne 17. října 2003 se stal prelátem sekretářem diecéze Řím. V Církevní oblasti Lazio měl na starost pastoraci rodin. Dne 3. července 2008 jej papež Benedikt XVI. jmenoval biskupem Tivoli. Biskupské svěcení přijal 20. září z rukou kardinála Camilla Ruini a spolusvětiteli byli kardinál Agostino Vallini a arcibiskup Giovanni Paolo Benotto.
Dne 31. července 2017 jej papež František ustanovil apoštolským administrátorem suburbikální diecéze Palestrina. Dne 19. února 2019 byla diecéze Tivoli a Palestrina sjednocena pod jednoho biskupa in persona episcopi, čímž se stal i biskupem Palestriny.